# Liste der Kulturdenkmäler in Usingen

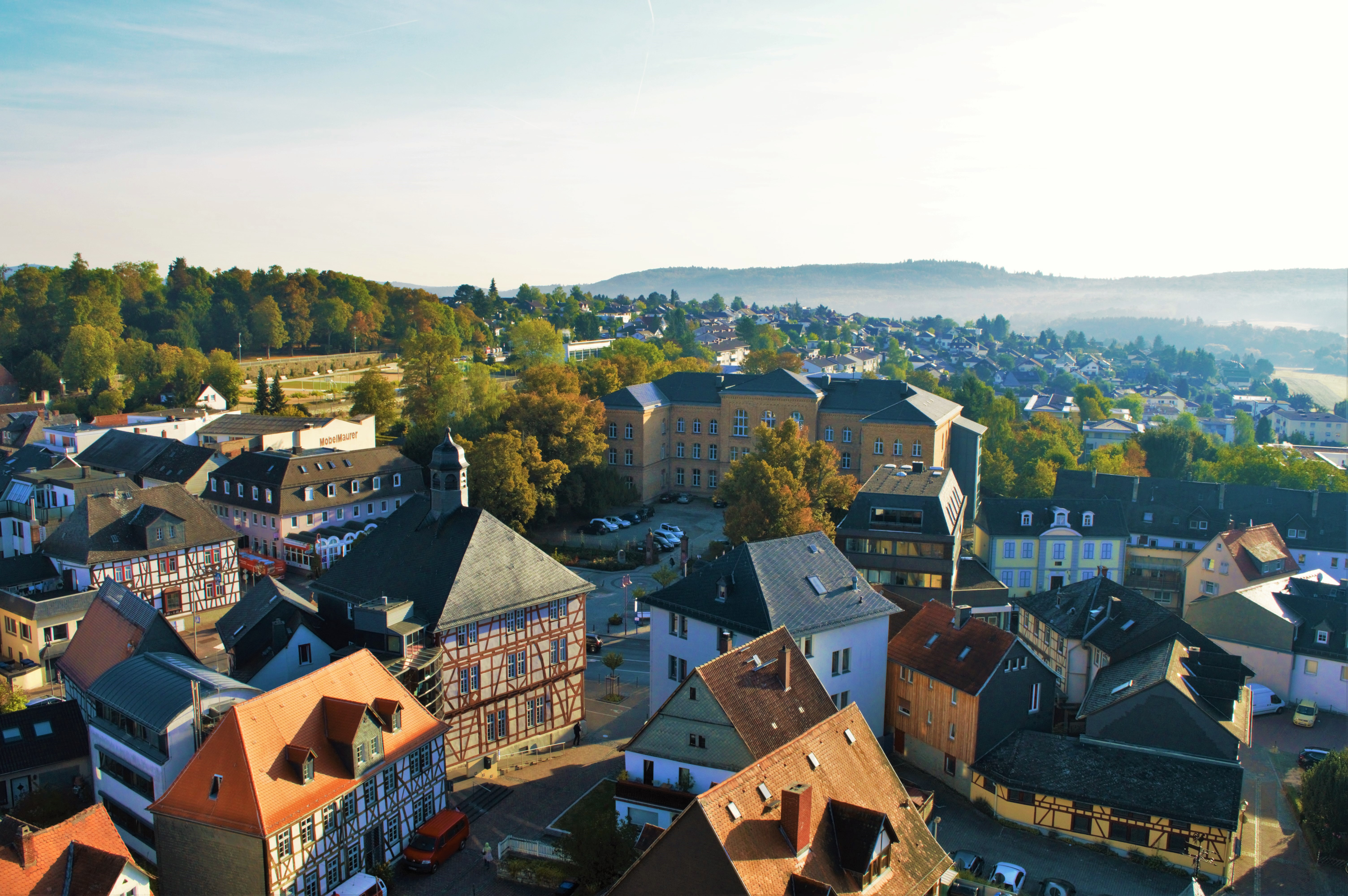
Usingen – Ansicht der nördlichen Altstadt vom Laurentiuskirchturm

Die folgende Liste enthält die in der Denkmaltopographie ausgewiesenen Kulturdenkmäler auf dem Gebiet  der  Stadt Usingen, Hochtaunuskreis, Hessen.
Hinweis: Die Reihenfolge der Denkmäler in dieser Liste orientiert sich zunächst an Stadtteilen und anschließend der Anschrift, alternativ ist sie auch nach der Bezeichnung, der vom Landesamt für Denkmalpflege vergebenen Nummer oder der Bauzeit sortierbar.
Kulturdenkmäler werden fortlaufend im Denkmalverzeichnis des Landes Hessen durch das Landesamt für Denkmalpflege Hessen auf Basis des Hessischen Denkmalschutzgesetzes (HDSchG) geführt. Die Schutzwürdigkeit eines Kulturdenkmals hängt nicht von der Eintragung in das Denkmalverzeichnis des Landes Hessen oder der Veröffentlichung in der Denkmaltopographie ab.

Das Vorhandensein oder Fehlen eines Objekts in dieser Liste ist keine rechtsverbindliche Auskunft darüber, ob es Kulturdenkmal ist oder nicht: Diese Liste entspricht möglicherweise nicht dem aktuellen Stand der offiziellen Denkmaltopographie. Diese ist für Hessen in den entsprechenden Bänden der Denkmaltopographie Bundesrepublik Deutschland und im Internet unter DenkXweb – Kulturdenkmäler in Hessen einsehbar. Auch diese Quellen sind, obwohl sie durch das Landesamt für Denkmalpflege Hessen aktualisiert werden, nicht immer aktuell, da es im Denkmalbestand immer wieder Änderungen gibt.
Eine verbindliche Auskunft erteilt allein das Landesamt für Denkmalpflege Hessen.
Nutze diese Kartenansicht, um Koordinaten in der Liste zu setzen. In dieser Kartenansicht sind Kulturdenkmale ohne Koordinaten mit einem roten bzw. orangen Marker dargestellt und können in der Karte gesetzt werden. Kulturdenkmale ohne Bild sind mit einem blauen bzw. roten Marker gekennzeichnet, Kulturdenkmale mit Bild mit einem grünen bzw. orangen Marker.

## Eschbach
| Bild           | Bezeichnung                                          | Lage                                                               | Beschreibung | Bauzeit             | Objekt-Nr. |
| -------------- | ---------------------------------------------------- | ------------------------------------------------------------------ | --- | ------------------- | ---------- |
| weitere Bilder | Wasserbehälter in Eschbach                           | Eschbach, Auf der Bornkammer LageFlur: 5, Flurstück: 152           | | um 1909             | 100413 DDB |
| weitere Bilder | Wiegehäuschen und Brunnen                            | Eschbach, Bachstraße ohne Nummer LageFlur: 1, Flurstück: 448/2     | |                     | 738303 DDB |
| weitere Bilder | Hessenmühle                                          | Eschbach, Hessenmühle LageFlur: 9, Flurstück: 110                  | Im privaten Besitz und wurde 2017 vermutlich durch einen Tornado (Tornanoverdachtsfall) zerstört. Im Jahr 1510 wird die Mühle mit dem Namen „Heckenmühle“ genannt. Von 1570 bis 1818 gehörte es immer einer Familie. | 1326                | 100692 DDB |
| weitere Bilder | Evangelische Sankt-Alban-Kirche mit zwei Ehrenmälern | Eschbach, Usinger Straße ohne Nummer LageFlur: 1, Flurstück: 525/1 | 1843–1846 nach Plänen des Weilburger Baumeisters Eduard Bautzer an der Stelle eines 1388 erwähnten Vorgängerbaus errichteter Neubau im neoromanischen Stil.                                                          | 1843–1846           | 738016 DDB |
| weitere Bilder | Wohnhaus einer Kleinhofreite                         | Eschbach, Usinger Straße 2 LageFlur: 1, Flurstück: 496             | | 17./18. Jahrhundert | 100414 DDB |
| weitere Bilder | Wohnhaus einer Hofreite                              | Eschbach, Usinger Straße 16 LageFlur: 1, Flurstück: 521            | | 18. Jahrhundert     | 100415 DDB |
| weitere Bilder | Herrschaftlicher Hof (heute sogenanntes Gesindehaus) | Eschbach, Usinger Straße 18/16 LageFlur: 1, Flurstück: 522/6       | Um 1700 auf dem Hof des von Fürst Walrad von Nassau-Usingen für seine Frau Maria Isabella von Croy erworbenen Anwesens errichtetes Wohnhaus                                                                          | um 1694             | 100417 DDB |
| weitere Bilder |                                                      | Eschbach, Usinger Straße 36 LageFlur: 1, Flurstück: 426/4          | |                     | 100419 DDB |
| weitere Bilder |                                                      | Eschbach, Usinger Straße 36a LageFlur: 1, Flurstück: 426/5         | |                     | 100693 DDB |
| weitere Bilder | Ehemalige Schule                                     | Eschbach, Usinger Straße 38 LageFlur: 1, Flurstück: 426/6          | Auf dem Gelände des einstigen Hattsteiner Hofes 1828 errichtete ehemalige Schule mit zwei Klassen, Lehrerwohnungen und Schulgarten.                                                                                  | um 1828             | 100694 DDB |
| weitere Bilder |                                                      | Eschbach, Usinger Straße 39 LageFlur: 1, Flurstück: 243            | |                     | 100420 DDB |
| weitere Bilder |                                                      | Eschbach, Zur Schlink 1a LageFlur: 1, Flurstück: 221/3             | | um 1700             | 100416 DDB |

## Kransberg
| Bild           | Bezeichnung                                            | Lage | Beschreibung | Bauzeit | Objekt-Nr. |
| -------------- | ------------------------------------------------------ | --- | --- | ------- | ---------- |
| weitere Bilder | Marienkapelle mit Kreuz, Kreuzweg und Ringwall         | Kransberg, Der Holzberg, Marienkapelle LageFlur: 9, Flurstück: 66, 67, 68 | Innerhalb einer Wallanlage errichtete Filiale der Mutterkirche auf dem Johannisberg bei Bad Nauheim. Die im Kern mittelalterliche Kirche gehörte 1218 dem Deutschen Orden und war Wallfahrtsort. Die zugehörige Siedlung Oberholzburg fiel im 15. Jh. wüst. |         | 100424 DDB |
| weitere Bilder | Kreuzkapelle und Hainbuchenallee                       | Kransberg, Kapellenberg, An der Rothwies, Der Tiergarten, Die Rothwies, Herrnacker, Kessel, Knottenplatz, Neuwies, Unner, Weißeberg LageFlur: 7, 8, Flurstück: 1, 7, 8/1, 9/2, 9/4, 11 | 1699 nach dem Entwurf von Baumeister Benedikt Burtscher für den Schlossherrn Casimir Ferdinand Adolph von Bassenheim errichtet. |         | 100423 DDB |
| weitere Bilder | Sachgesamtheit Burg Kransberg                          | Kransberg, Schloß Kransberg LageFlur: 1, Flurstück: 102 | |         | 738028 DDB |
| weitere Bilder | St.-Nikolaus-Kapelle                                   | Kransberg, Schloßberg LageFlur: 1, Flurstück: 101 | 1893 nach Entwurf des Diözesanbaumeisters Maximilian Meckel erbaute Grabkapelle der Familie von Biegeleben, die seit 1874 Schlosseigentümer war. |         | 100557 DDB |
| weitere Bilder | Katholische Pfarrkirche Sankt Johannes und Stützmauern | Kransberg, Schloßstraße LageFlur: 1, Flurstück: 91 | 1872–75 mit einer Stiftung des Kransberger Bürgers Johannes Discher nach den Plänen des Baumeisters Contzen im neogotischen Stil errichtete Pfarrkirche. |         | 100421 DDB |
| weitere Bilder | Pfarrhaus und Scheune                                  | Kransberg, Schloßstraße 1 LageFlur: 1, Flurstück: 93 | Unter Einhaltung denkmalpflegerischer Auflagen wurde die um 1850 erbaute Pfarrscheune zu einem Pfarrheim umgebaut. Die Einweihung fand am 15. Oktober 2000 statt.                                                                                           |         | 738304 DDB |

## Merzhausen
| Bild           | Bezeichnung                    | Lage | Beschreibung                                                                       | Bauzeit | Objekt-Nr. |
| -------------- | ------------------------------ | --- | ---------------------------------------------------------------------------------- | ------- | ---------- |
| weitere Bilder | Gesamtanlage Alt-Merzhausen    | Lage | Langgasse 1, 1a, 3, 5; Muffgasse 2, 4, 6, 8; Rauschpennstraße 8, 10; Weilstraße 13 |         | 100425 DDB |
| weitere Bilder | Ehemaliges Gasthaus „Schwanen“ | Merzhausen, Backhausgässchen 1 LageFlur: 7, Flurstück: 17                                                  |                                                                                    |         | 100430 DDB |
| weitere Bilder | Backhaus                       | Merzhausen, Backhausgässchen 2 LageFlur: 7, Flurstück: 9                                                   |                                                                                    | 1892    | 100690 DDB |
| weitere Bilder | Altes Rathaus                  | Merzhausen, Langgasse 3 LageFlur: 7, Flurstück: 53/1                                                       |                                                                                    |         | 100426 DDB |
| weitere Bilder | Evangelische Kirche            | Merzhausen, Langgasse 5 LageFlur: 7, Flurstück: 53/1                                                       |                                                                                    |         | 100427 DDB |
| weitere Bilder | Altes evangelisches Pfarrhaus  | Merzhausen, Langgasse 9 LageFlur: 8, Flurstück: 33                                                         |                                                                                    |         | 100428 DDB |
| weitere Bilder | Meerpfuhl                      | Merzhausen, Meerpfuhl, Der Mehrpfuhl, Meerpfuhlbach LageFlur: 12, 14, Flurstück: 8, 26/1–3, 26/5, 26/6, 31 |                                                                                    |         | 738296 DDB |
| weitere Bilder |                                | Merzhausen, Schmittener Straße 9/11 LageFlur: 8, Flurstück: 71, 72/1                                       |                                                                                    |         | 100429 DDB |

## Michelbach
| Bild           | Bezeichnung             | Lage                                                        | Beschreibung | Bauzeit | Objekt-Nr. |
| -------------- | ----------------------- | ----------------------------------------------------------- | --- | ------- | ---------- |
| weitere Bilder | Gesamtanlage Michelbach | Lage                                                        | Hubertusstraße 13, 15, 16, 17, 18, 19, 20, 21, 22, 23, 25, 27                                                                           |         | 100431 DDB |
| weitere Bilder | Ehemaliges Schulhaus    | Michelbach, Hubertusstraße 11 LageFlur: 6, Flurstück: 13/1  | 1905 für einklassigen Betrieb erbaute Schule mit Lehrerwohnung.                                                                         |         | 100432 DDB |
| weitere Bilder | Ehemaliges Backhaus     | Michelbach, Hubertusstraße 11a LageFlur: 6, Flurstück: 13/1 | Das auf dem rückwärtigen Schulgebäude 1825 errichtete Backhaus wird nach einer Renovierung zu besonderen Anlässen heute wieder genutzt. |         | 100434 DDB |
| weitere Bilder |                         | Michelbach, Hubertusstraße 26 LageFlur: 6, Flurstück: 41    | |         | 100433 DDB |

## Kernstadt Usingen
| Bild           | Bezeichnung               | Lage | Beschreibung | Bauzeit | Objekt-Nr. |
| -------------- | ------------------------- | ---- | --- | ------- | ---------- |
| weitere Bilder | Gesamtanlage Altstadt     | Lage | Brauhofgasse 1, 2, 3, 5–8, 6; Hintere Erbisgasse 1, 2, 3, 4, 5, 6, 7, 9, 11, 13, 13a, 15, 17; Kirchgasse 4, 6/8, 10, 12; Kirchhofgasse 3, 5, 7; Pfarrgasse 1, 3, 5, 7; Untergasse 2, 3, 4, 6, 8, 10, 12, 14, 16, 18, 20; Vordere Erbisgasse 1, 2, 3, 4, 5, 6, 7, 8, 9; Weihergasse 1, 2, 3, 3a, 4, 5, 6; Wilhelmjstraße 1, 3, 5, 9, 11, 13, 15 |         | 100409 DDB |
| weitere Bilder | Gesamtanlage Klaubergasse | Lage | Klaubergasse 2, 4, 6/8, 10, 12, 14, 16 |         | 100556 DDB |
| weitere Bilder | Gesamtanlage Neustadt     | Lage | Dreihäusergasse 2, 4, 5, 7; Hospitalgasse 2, 2a, 4, 6, 8, 10, 12; Klapperfeld 1, 2, 3, 4, 5, 6, 7/9/11, 8, 10, 12, 13, 14, 16; Kreuzgasse 12, 14, 16, 17, 18, 19, 20, 21, 22, 23, 24, 26; Marktplatz 1, 3, 5, 5a, 7, 9, 11/13, 15, 17/19, 21, 23, 25; Neutorstraße 1/3, 2/4, 5/7; Porbach 3; Schulhofstraße 1, 3/5, 7, 9/11, 13, 15; Wirthstraße 2, 4, 6/8, 10, 12/14, 16; Zitzergasse 16, 18, 19, 19a, 20, 20a, 21, 22, 23, 24, 25, 26, 28, 30. Die Neustadt wurde nach dem Stadtbrand von Usingen 1692 angelegt. |         | 100410 DDB |

### B
| Bild           | Bezeichnung             | Lage                                              | Beschreibung | Bauzeit | Objekt-Nr. |
| -------------- | ----------------------- | ------------------------------------------------- | --- | ------- | ---------- |
| weitere Bilder | Wohn- und Fabrikgebäude | Bahnhofstraße 20 LageFlur: 33, Flurstück: 2517/6  | Das Wohn- und Fabrikgebäude aus Mauerwerk der Maschinenfabrik C. Haag mit Innenhof wurde 1918 im Stil des Spätklassizismus erbaut und verfügt über ca. 630 m² Nutzfläche | 1918    | 404808 DDB |
| weitere Bilder | Bahnhofempfangsgebäude  | Bahnhofstraße 32 LageFlur: 71, Flurstück: 4346/28 | Bahnhof von 1895 |         | 99998 DDB  |
| weitere Bilder |                         | Brauhofgasse 2 LageFlur: 3, Flurstück: 61         | | 1698    | 99999 DDB  |
| weitere Bilder | Ehemaliger Brauhof      | Brauhofgasse 5/8 LageFlur: 3, Flurstück: 52, 53/1 | Der Brauhof wurde um 1740 auf den Resten eines Vorgängerbaus von 1664 erbaut. Es handelt sich um die größere Westhälfte des ca. 38 Meter langen, um 1855 geteilten Gebäudes. Viele Ausstattungsdetails vom ursprünglichen Bestand des 18. Jahrhunderts sind noch erhalten. Im Inneren befinden sich 3 Wohnungen in zwei Geschossen. | 1739    | 100000 DDB |

### F
| Bild           | Bezeichnung                         | Lage                                                             | Beschreibung | Bauzeit | Objekt-Nr. |
| -------------- | ----------------------------------- | ---------------------------------------------------------------- | ------------ | ------- | ---------- |
| weitere Bilder | Ehrenmal                            | Friedhofsweg ohne Nummer (Roßmühl) LageFlur: 94, Flurstück: 15/1 |              |         | 100687 DDB |
| weitere Bilder | Grabmal Karl Markus Heye            | Friedhofsweg ohne Nummer (Roßmühl) LageFlur: 94, Flurstück: 15/1 |              |         | 100687 DDB |
| weitere Bilder | Denkmal Friedrich August Wengenroth | Friedhofsweg ohne Nummer (Roßmühl) LageFlur: 94, Flurstück: 15/1 |              |         | 100687 DDB |

### H
| Bild           | Bezeichnung | Lage                                               | Beschreibung | Bauzeit | Objekt-Nr. |
| -------------- | ----------- | -------------------------------------------------- | ------------ | ------- | ---------- |
| weitere Bilder |             | Hintere Erbisgasse 7 LageFlur: 3, Flurstück: 75/1  |              |         |            |
| weitere Bilder |             | Hintere Erbisgasse 11 LageFlur: 3, Flurstück: 77/1 |              |         | 100696 DDB |

### J
| Bild           | Bezeichnung        | Lage                                                         | Beschreibung | Bauzeit | Objekt-Nr. |
| -------------- | ------------------ | ------------------------------------------------------------ | --- | ------- | ---------- |
| weitere Bilder | Jüdischer Friedhof | Am Steinhöhlchen (4. Gewann) LageFlur: 90, Flurstück: 6964/2 | 1884/85 wurde ein jüdischer Friedhof in Usingen angelegt. Das Grundstück, das die Zivilgemeinde der jüdischen Gemeinde kostenlos zur Verfügung stellte, liegt nahe dem heutigen Schützenhaus und nahe dem Hattsteinweiher. | 1885    | 99995 DDB  |

### K
| Bild           | Bezeichnung                                       | Lage                                              | Beschreibung | Bauzeit | Objekt-Nr. |
| -------------- | ------------------------------------------------- | ------------------------------------------------- | --- | ------- | ---------- |
| weitere Bilder |                                                   | Kirchgasse 6/8 LageFlur: 4, Flurstück: 110/1, 111 | |         | 100004 DDB |
| weitere Bilder |                                                   | Kirchgasse 10 LageFlur: 4, Flurstück: 112         | | um 1700 | 100005 DDB |
| weitere Bilder | Evangelische Sankt-Laurentius-Kirche mit Kirchhof | Kirchgasse 12 LageFlur: 4, Flurstück: 98          | Die Kirche wurde ursprünglich Ende des 15. bis Anfang des 16. Jahrhunderts errichtet. Sie brannte 1635 zum Teil nieder und wurde 1651 bis 1658 von dem Hanauer Baumeister August Rumpf wiederaufgebaut. |         | 100006 DDB |
| weitere Bilder |                                                   | Kirchhofgasse 5 LageFlur: 3, Flurstück: 82/1      | |         | 100007 DDB |
| weitere Bilder |                                                   | Kirchhofgasse 7 LageFlur: 3, Flurstück: 81/1      | |         | 100008 DDB |
| weitere Bilder | Ehemalige Synagoge                                | Klaubergasse 4 LageFlur: 5, Flurstück: 155/1      | |         | 100009 DDB |
| weitere Bilder |                                                   | Kreuzgasse 14 LageFlur: 8, Flurstück: 239/3       | |         | 100010 DDB |
| weitere Bilder |                                                   | Kreuzgasse 17 LageFlur: 5, Flurstück: 159/1       | |         | 100011 DDB |
| weitere Bilder |                                                   | Kreuzgasse 18 LageFlur: 8, Flurstück: 235/2       | |         | 100012 DDB |
| weitere Bilder |                                                   | Kreuzgasse 21 LageFlur: 5, Flurstück: 161         | |         | 100013 DDB |
| weitere Bilder |                                                   | Kreuzgasse 22 LageFlur: 8, Flurstück: 224/1       | |         | 100014 DDB |
| weitere Bilder |                                                   | Kreuzgasse 23 LageFlur: 5, Flurstück: 162         | |         | 100015 DDB |
| weitere Bilder |                                                   | Kreuzgasse 24 LageFlur: 8, Flurstück: 216         | |         | 100016 DDB |
| weitere Bilder |                                                   | Kreuzgasse 26 LageFlur: 8, Flurstück: 215/1       | |         | 100017 DDB |

### M
| Bild           | Bezeichnung                  | Lage                                               | Beschreibung | Bauzeit | Objekt-Nr. |
| -------------- | ---------------------------- | -------------------------------------------------- | --- | ------- | ---------- |
| weitere Bilder | Brunnen                      | Marktplatz ohne Nummer LageFlur: 7, Flurstück: 208 | |         | 100028 DDB |
| weitere Bilder |                              | Marktplatz 1 LageFlur: 5, Flurstück: 163/1         | |         | 100018 DDB |
| weitere Bilder |                              | Marktplatz 3 LageFlur: 5, Flurstück: 164/1         | |         | 100019 DDB |
| weitere Bilder |                              | Marktplatz 5 LageFlur: 6, Flurstück: 165           | |         | 100020 DDB |
| weitere Bilder | Marktplatz 7                 | Marktplatz 7 LageFlur: 6, Flurstück: 166/3         | |         | 100021 DDB |
| weitere Bilder |                              | Marktplatz 15 LageFlur: 6, Flurstück: 170/1        | |         | 100022 DDB |
| weitere Bilder | Amtsapotheke                 | Marktplatz 17/19 LageFlur: 6, Flurstück: 178/7     | Die Amts-Apotheke wurde 1816 gegründet. |         | 100027 DDB |
| weitere Bilder | Liefrink-Haus                | Marktplatz 21 LageFlur: 7, Flurstück: 207/1        | Das Liefrink-Haus wurde gemeinsam mit den Nachbarhäusern rund um den Marktplatz durch Hofbaumeister Benedikt Burtscher erbaut. Es handelt sich um ein zweistöckiges Fachwerkhaus. Seit 2012 ist es im Besitz der Stadt Usingen. | ab 1698 | 100023 DDB |
| weitere Bilder | Ehemalige reformierte Kirche | Marktplatz 23 LageFlur: 7, Flurstück: 207/1        | Graf Walrad von Nassau-Usingen ließ Hugenotten aus Frankreich sich in Usingen ansiedeln. Für diese neuen Bürger wurde die 1700–1705 die Hugenottenkirche nach Plänen des Tiroler Baumeisters Benedikt Burtscher errichtet, der auch die Usinger Neustadt um die Hugenottenkirche erbaute. Bis zur Nassauischen Union 1817/18 wurde die Hugenottenkirche als Gotteshaus genutzt. Heute befindet sich darin die Stadtbücherei, der Trausaal und weitere Räume für kulturelle Veranstaltungen. |         | 100024 DDB |
| weitere Bilder |                              | Marktplatz 25 LageFlur: 7, Flurstück: 205/2        | |         | 100025 DDB |
| weitere Bilder | Pavillon des Schlossgartens  | Mozartstraße 5 LageFlur: 2, Flurstück: 26/25       | |         | 99994 DDB  |

### N
| Bild           | Bezeichnung | Lage                                                  | Beschreibung | Bauzeit | Objekt-Nr. |
| -------------- | ----------- | ----------------------------------------------------- | ------------ | ------- | ---------- |
| weitere Bilder |             | Neutorstraße 1/3 LageFlur: 6, Flurstück: 173/2, 178/7 |              |         | 737633 DDB |
| weitere Bilder |             | Neutorstraße 2/4 LageFlur: 7, Flurstück: 187/3        |              |         | 100031 DDB |

### O
| Bild           | Bezeichnung                                 | Lage                                                                | Beschreibung | Bauzeit       | Objekt-Nr. |
| -------------- | ------------------------------------------- | ------------------------------------------------------------------- | --- | ------------- | ---------- |
| weitere Bilder | Gasthaus „Fürst Walrad“                     | Obergasse 1 LageFlur: 5, Flurstück: 115/2                           | |               | 100033 DDB |
| weitere Bilder |                                             | Obergasse 13 LageFlur: 5, Flurstück: 121/2                          | |               | 100034 DDB |
| weitere Bilder |                                             | Obergasse 14/16 LageFlur: 1, Flurstück: 10/1, 9                     | Gemäß Tafel am Haus Baujahr 1693 |               | 100043 DDB |
| weitere Bilder |                                             | Obergasse 15 LageFlur: 5, Flurstück: 122/4                          | |               | 100035 DDB |
| weitere Bilder | Ehemalige kaiserliche Post mit Nebengebäude | Obergasse 22/20 LageFlur: 1, Flurstück: 6/3, 7/1                    | |               | 100689 DDB |
| weitere Bilder | Prinzenpalais                               | Obergasse 23 LageFlur: 8, Flurstück: 313/4                          | Prinzenpalais in Usingen, später ehemaliges Landratsamt des Kreises Usingen. 1768 erwarb Friedrich August von Nassau-Usingen den ehemaligen Hattsteiner Hof am Usinger Obertor. In seinem Auftrag baute der Baumeister Johann Wilhelm Faber das Palais, das Friedrich August als Prinz bewohnte. Nachdem er 1803 Fürst geworden war, wechselte er seinen Wohnsitz in das Biebricher Schloss. Das Prinzenpalais wurde später an den Posthalter und Weinhändler Graf verkauft. |               | 100036 DDB |
| weitere Bilder |                                             | Obergasse 24 LageFlur: 1, Flurstück: 4/2                            | |               | 100037 DDB |
| weitere Bilder | Ehemaliges fürstliches Beamtenhaus          | Obergasse 25 LageFlur: 8, Flurstück: 313/3                          | Beamtenhaus, Usingen, Obergasse 25. Geburtshaus von August Hergenhahn (* 16. April 1804 in Usingen; † 29. Dezember 1874 in Wiesbaden), ein nassauischer liberaler Politiker. 2007 ehrte ihn seine Heimatstadt Usingen mit der Anbringung einer Plakette an seinem Geburtshaus. Die von Bildhauer Kurt Heinrich gestaltete Bronzemedaille hat einen Durchmesser von 65 Zentimetern und ist über dem Haupteingang angebracht.                                                  | um 1734/36    | 100038 DDB |
| weitere Bilder |                                             | Obergasse 26 LageFlur: 1, Flurstück: 3/15                           | | in den 1730er | 100039 DDB |
| weitere Bilder |                                             | Obergasse 27, Obergasse (B 456) LageFlur: 8, Flurstück: 315, 8513/4 | In den 30er Jahren des 18. Jahrhunderts erweiterte Hofbaumeister Friedrich Joachim Stengel die Oberstadt. Dabei legte er die Straße „Am Füllgarten“ neu an; es entstanden die Häuser Obergasse 25, 26, 27 und 29. | 1736          | 100040 DDB |
| weitere Bilder | Ehemaliges Gasthaus „Zum Ritter“            | Obergasse 29 LageFlur: 8, Flurstück: 316                            | Ende August 2013 wurde das Haus bauaufsichtlich geräumt, da Einsturzgefahr besteht. Aufgrund der Insolvenz des Haupteigentümers ist eine Finanzierung der notwendigen Sicherungsmaßnahmen nicht möglich. | in den 1730er | 100041 DDB |
| weitere Bilder | Ehemaliges Zollhaus                         | Obergasse 31 LageFlur: 8, Flurstück: 285/2                          | In der zweiten Hälfte des 18. Jahrhunderts an Stelle des 1692 abgebrannten Obertores errichtetes Zollhaus. Um 1900 erweitert und neobarock überformt. | 1735          | 100042 DDB |

### P
| Bild           | Bezeichnung     | Lage                                      | Beschreibung | Bauzeit | Objekt-Nr. |
| -------------- | --------------- | ----------------------------------------- | ------------ | ------- | ---------- |
| weitere Bilder |                 | Pfarrgasse 2 LageFlur: 4, Flurstück: 99/2 |              |         | 100044 DDB |
| weitere Bilder |                 | Pfarrgasse 5 LageFlur: 4, Flurstück: 95/1 |              |         | 100045 DDB |
| weitere Bilder | Altes Pfarrhaus | Pfarrgasse 7 LageFlur: 4, Flurstück: 96   |              |         | 100046 DDB |

### S
| Bild           | Bezeichnung                        | Lage | Beschreibung | Bauzeit   | Objekt-Nr. |
| -------------- | ---------------------------------- | --- | --- | --------- | ---------- |
| weitere Bilder | Ehemaliges Schloss / Schlossgarten | Schloßplatz 1, Marstallweg, Schloßgarten LageFlur: 1, 2, Flurstück: 18/1, 19, 21/1, 22/5, 22/6, 28/12, 28/14, 28/6, 28/9 | Usinger Schloss = Christian Wirth-Schule |           | 100047 DDB |
| weitere Bilder | Fürst Walrad-Denkmal               | Schloßplatz 1, Marstallweg, Schloßgarten LageFlur: 1, Flurstück: 18/1                                                    | |           | 100047 DDB |
| weitere Bilder | Ehrenmal                           | Schloßplatz 1, Marstallweg, Schloßgarten LageFlur: 1, Flurstück: 18/1                                                    | Kriegerdenkmal, geschaffen von Carl Wilhelm Bierbrauer | nach 1918 | 100047 DDB |
| weitere Bilder | Ehemaliges Kavaliershaus           | Schloßplatz 4 LageFlur: 2, Flurstück: 29/10                                                                              | |           | 741685 DDB |
| weitere Bilder | Stockheimer Hof                    | Stockheimer Weg 2a, 4, 4a, 6, Stockheimer Hof LageFlur: 35, Flurstück: 317/1, 317/2, 317/5, 317/8                        | Der Stockheimer Hof war ein nassauischer Wirtschaftshof an der Stelle der Wasserburg der Herren von Stockheim (Adelsgeschlecht). Weiter südlich lag der Ort Stockheim. |           | 737653 DDB |

### U
| Bild           | Bezeichnung         | Lage                                                                            | Beschreibung | Bauzeit         | Objekt-Nr. |
| -------------- | ------------------- | ------------------------------------------------------------------------------- | --- | --------------- | ---------- |
| weitere Bilder | Ehemaliger Marstall | Untergasse 5, Schloßplatz 6, Untergasse LageFlur: 2, 3, Flurstück: 27/8, 8466/7 | Das Gebäude aus dem 17. Jahrhundert gehörte mit anderen Wirtschaftsgebäuden zum Wirtschaftshof des Schlosses, der sich an seiner Südseite anschloss. | 17. Jahrhundert | 100050 DDB |
| weitere Bilder |                     | Untergasse 6 LageFlur: 3, Flurstück: 88/5                                       | |                 | 100051 DDB |
| weitere Bilder | Geländer            | Untergasse 7 LageFlur: 2, Flurstück: 37/3                                       | |                 | 100052 DDB |
| weitere Bilder |                     | Untergasse 8 LageFlur: 3, Flurstück: 87                                         | |                 | 100053 DDB |
| weitere Bilder |                     | Untergasse 10 LageFlur: 3, Flurstück: 59                                        | |                 | 100054 DDB |
| weitere Bilder |                     | Untergasse 12 LageFlur: 3, Flurstück: 58                                        | |                 | 100055 DDB |

### V
| Bild           | Bezeichnung | Lage                                              | Beschreibung | Bauzeit | Objekt-Nr. |
| -------------- | ----------- | ------------------------------------------------- | ------------ | ------- | ---------- |
| weitere Bilder |             | Vordere Erbisgasse 4 LageFlur: 3, Flurstück: 85/2 |              |         | 100056 DDB |
| weitere Bilder |             | Vordere Erbisgasse 5 LageFlur: 3, Flurstück: 64   |              |         | 100057 DDB |
| weitere Bilder |             | Vordere Erbisgasse 7 LageFlur: 3, Flurstück: 65   |              |         | 100058 DDB |

### W
| Bild           | Bezeichnung                    | Lage | Beschreibung | Bauzeit | Objekt-Nr. |
| -------------- | ------------------------------ | --- | --- | ------- | ---------- |
| weitere Bilder |                                | Weihergasse 2 LageFlur: 3, Flurstück: 49/2                                                                                | |         | 100059 DDB |
| weitere Bilder | Amtsgericht                    | Weilburger Straße 2 LageFlur: 15, Flurstück: 751/2                                                                        | In den Jahren 1923 bis 1925 wurde das heutige Gebäude als Amtsgericht Usingen errichtet. |         | 100060 DDB |
| weitere Bilder | Brunnen                        | Wilhelmjstraße (B 275) LageFlur: 4, Flurstück: 8476/4                                                                     | |         | 100048 DDB |
| weitere Bilder | Rathaus                        | Wilhelmjstraße 1 LageFlur: 4, Flurstück: 99/2                                                                             | |         | 100061 DDB |
| weitere Bilder |                                | Wilhelmjstraße 2, Wilhelmjstraße (B 275) LageFlur: 4, 5, Flurstück: 8476/4, 132/4                                         | |         | 737666 DDB |
| weitere Bilder | Fachwerkhaus (Karter-Haus)     | Wilhelmjstraße 3 LageFlur: 4, Flurstück: 99/2                                                                             | 1540 gemeinsam mit dem Haus zu seiner Rechten durch Wendel Karter, den Verwalter des Zisterzienserinnenklosters Thron bei Wehrheim erbaut. Beide Häuser werden daher „Karter-Häuser“ genannt. |         | 737667 DDB |
| weitere Bilder | Gewölbekeller mit Kellerportal | Wilhelmjstraße 5 LageFlur: 4, Flurstück: 99/2                                                                             | Karter-Haus aus dem Jahr 1577/78 | 1577    | 737668 DDB |
| weitere Bilder | Reste der Stadtbefestigung     | Wilhelmjstraße 8, Kreuzgasse 11, Untergasse 9/11, Weihergasse 3a Flur: 2, 3, 5, Flurstück: 38/1, 39/1, 41/6, 144/1, 152/5 | |         | 737636 DDB |
| weitere Bilder | Junkernhof                     | Wilhelmjstraße 15 LageFlur: 4, Flurstück: 113/4                                                                           | |         | 100065 DDB |
| weitere Bilder |                                | Wirthstraße 4 LageFlur: 8, Flurstück: 218/1                                                                               | |         | 100066 DDB |
| weitere Bilder |                                | Wirthstraße 10 LageFlur: 8, Flurstück: 221                                                                                | |         | 100067 DDB |
| weitere Bilder |                                | Wirthstraße 12/14 LageFlur: 8, Flurstück: 222/1                                                                           | |         | 737672 DDB |

### Z
| Bild           | Bezeichnung     | Lage                                          | Beschreibung | Bauzeit       | Objekt-Nr. |
| -------------- | --------------- | --------------------------------------------- | --- | ------------- | ---------- |
| weitere Bilder | Altes Schulhaus | Zitzergasse 1 LageFlur: 5, Flurstück: 133/1   | |               | 100688 DDB |
| weitere Bilder |                 | Zitzergasse 16 LageFlur: 8, Flurstück: 301/4  | |               | 100070 DDB |
| weitere Bilder |                 | Zitzergasse 20 LageFlur: 8, Flurstück: 70/298 | |               | 100071 DDB |
| weitere Bilder |                 | Zitzergasse 22 LageFlur: 8, Flurstück: 79/297 | |               | 100072 DDB |
| weitere Bilder |                 | Zitzergasse 24 LageFlur: 8, Flurstück: 296    | |               | 100073 DDB |
| weitere Bilder |                 | Zitzergasse 26 LageFlur: 8, Flurstück: 295    | Hofbaumeister Friedrich Joachim Stengel legte in den 1730er Jahren eine Erweiterung der Oberstadt an. Es entstanden die Straße „am Füllgarten“ und die Häuser Zitzergasse 26, 28 und 30. | in den 1730er | 100074 DDB |
| weitere Bilder |                 | Zitzergasse 28 LageFlur: 8, Flurstück: 23/294 | | in den 1730er | 100075 DDB |
| weitere Bilder |                 | Zitzergasse 30 LageFlur: 8, Flurstück: 293    | | in den 1730er | 100076 DDB |

## Wernborn
| Bild           | Bezeichnung             | Lage                                                     | Beschreibung | Bauzeit | Objekt-Nr. |
| -------------- | ----------------------- | -------------------------------------------------------- | ------------ | ------- | ---------- |
| weitere Bilder |                         | Wernborn, Backhausstraße 3 LageFlur: 1, Flurstück: 318   |              |         | 135942 DDB |
| weitere Bilder |                         | Wernborn, Backhausstraße 5 LageFlur: 1, Flurstück: 320/3 |              |         | 100817 DDB |
| weitere Bilder | Katholische Pfarrkirche | Wernborn, Kirchstraße 1 LageFlur: 1, Flurstück: 132      |              |         | 100435 DDB |
| weitere Bilder |                         | Wernborn, Kirchstraße 3 LageFlur: 1, Flurstück: 135      |              | 1680    | 100702 DDB |
| weitere Bilder |                         | Wernborn, Kirchstraße 15 LageFlur: 1, Flurstück: 147/1   |              |         | 100436 DDB |
| weitere Bilder |                         | Wernborn, Kirchstraße 16 LageFlur: 1, Flurstück: 308/1   |              |         | 100437 DDB |
| weitere Bilder |                         | Wernborn, Kirchstraße 35 LageFlur: 1, Flurstück: 166     |              |         | 100438 DDB |

## Wilhelmsdorf
| Bild           | Bezeichnung                | Lage                                                                 | Beschreibung                                                   | Bauzeit | Objekt-Nr. |
| -------------- | -------------------------- | -------------------------------------------------------------------- | -------------------------------------------------------------- | ------- | ---------- |
| weitere Bilder | Gesamtanlage Wilhelmsdorf  | Lage                                                                 | Wilhelm-Heinrich-Straße 17, 18, 19, 20, 21, 22, 23, 24, 25, 26 |         | 100439 DDB |
| weitere Bilder | Ehemaliger Bahnhof         | Wilhelmsdorf, Herrengarten 2 LageFlur: 1, Flurstück: 92/5            |                                                                |         | 100686 DDB |
| weitere Bilder | Altes Rathaus Wilhelmsdorf | Wilhelmsdorf, Wilhelm-Heinrich-Straße 15 LageFlur: 1, Flurstück: 122 |                                                                |         | 100440 DDB |

## Ehemalige Kulturdenkmäler
| Bild            | Bezeichnung             | Lage                          | Beschreibung | Bauzeit | Daten |
| --------------- | ----------------------- | ----------------------------- | --- | ------- | ----- |
| Bild gesucht BW | Scheune Scheunengasse 3 | Usingen, Scheunengasse 3 Lage | Nach dem Stadtbrand von Usingen 1692 wurde die verputzte Fachwerkscheune im Rahmen des Wiederaufbaus errichtet. Eine Inschrift im Sturz „ANNO.1664.L.PLETZ“ nannte Baujahr und Bauherren. Als einzige verbliebene der damals in der Scheunengasse errichteten Scheunen, wurde sie unter Denkmalschutz gestellt. Aufgrund des schlechten Zustandes und bestehender Einsturzgefahr wurde das Gebäude Anfang 2016 abgerissen. | 1694    |       |